# Zaha Hadid Architects
Zaha Hadid Architects is een Brits internationaal opererend architecten- en designbureau. Het bureau is opgericht door architecte Zaha Hadid en het hoofdkantoor staat in de Londense buurt Clerkenwell.

## Portfolio

### Concepten
- Price Tower (2002), Bartlesville, Oklahoma – lopend
- Vilnius Guggenheim Hermitage Museum, Vilnius, Litouwen, (2008–2012) – niet gerealiseerd
- Kartal-Pendik Waterfront Regeneration, Istanboel, Turkije
- Szervita Square bubble office building Boedapest, Hongarije – niet gerealiseerd

### Grote voltooide projecten

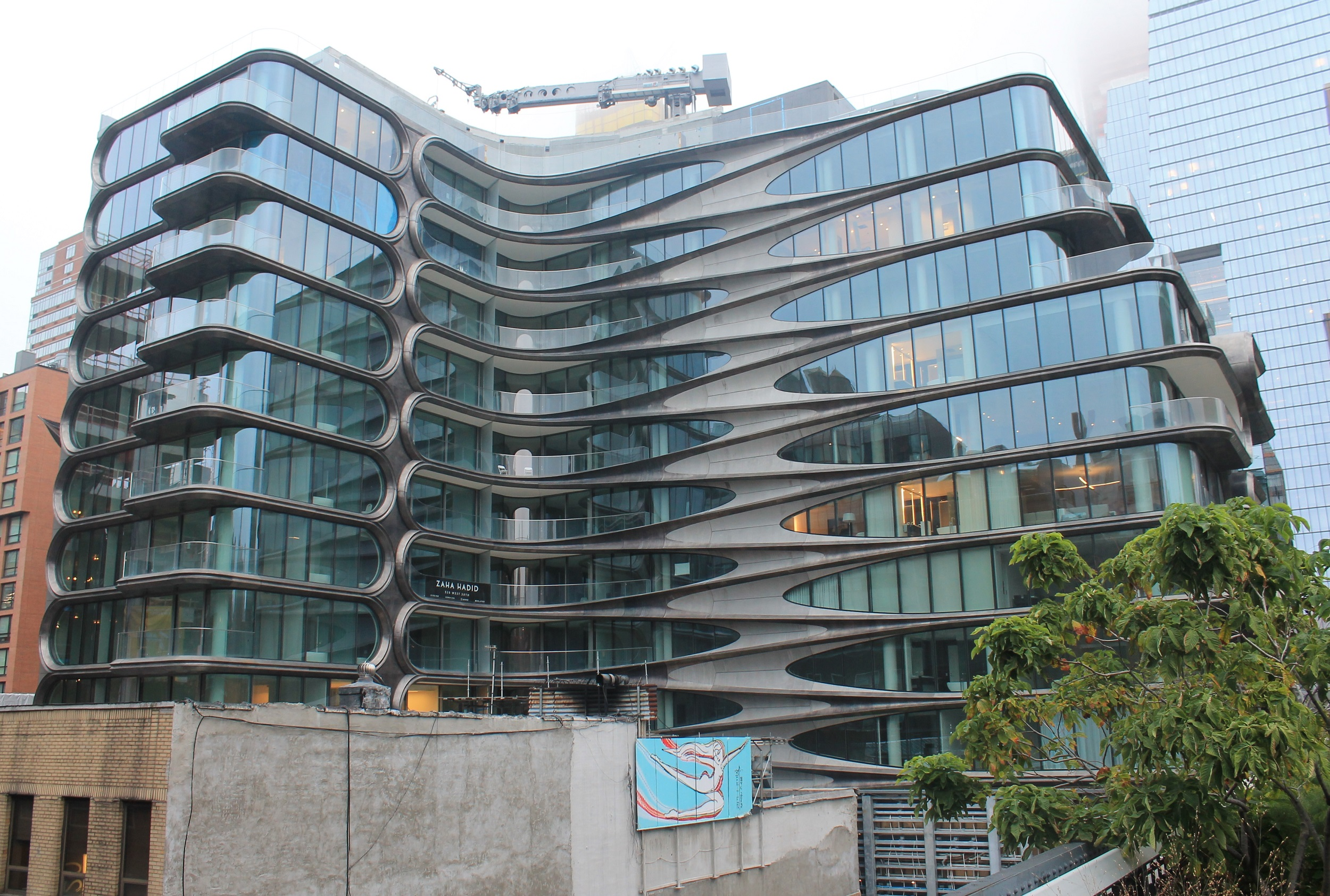
520 West 28th Street, Manhattan, New York (2018)

- Vitra brandweerkazerne (1994), Weil am Rhein, Duitsland
- Hoenheim-North Terminus & Car Park (2001), Hoenheim, Frankrijk. Projectarchitect: Stephane Hof
- Bergisel, skischans (2002), Innsbruck, Oostenrijk
- Rosenthal Center for Contemporary Art (2003), Cincinnati, Ohio, VS
- BMW Central Building (2005), Leipzig, Duitsland
- Ordrupgaard annexe (2005), Kopenhagen, Denemarken
- Phaeno Science Center (2005), Wolfsburg, Duitsland
- Maggie's Centres (2006), Kirkcaldy, Schotland
- Tondonia Winery Pavilion (2001–2006), Haro, Spanje
- Eleftheria square (2007), Nicosia, Cyprus
- Hungerburgbahn nieuwe stations (2007), Innsbruck, Oostenrijk
- Chanel Mobile Art Pavilion (wereldwijd), Tokio, Hongkong, New York, Londen, Parijs, Moskou, (2006–2008)
- Bridge Pavilion (2008), Zaragoza, Spanje
- J. S. Bach Paviljoen, Manchester International Festival (2009), Manchester, Verenigd Koninkrijk
- CMA CGM Tower (2007–2010), Marseille, Frankrijk
- Pierres Vives (2002–2012), Montpellier, Frankrijk
- MAXXI - National Museum of the 21st Century Arts (1998–2010), Rome, Italië. Stirling Prize 2010 winnaar
- Grand theater van Guangzhou (2010), Guangzhou, China
- Riverside Museum (2011)
- Heydar Aliyev Center (2007-2012), Baku, Azerbeidzjan
- Eli and Edythe Broad Art Museum, Michigan State University, (2008–2012)
- London Aquatics Centre, Londen (2012), een stadion met 17.500 zitplaatsen voor de Olympische Zomerspelen van 2012
- Galaxy SOHO, Beijing, China (2008-2012)
- Dongdaemun Design Plaza & Park (2008–2014), Seoul, Zuid-Korea
- Bovenbouw Havenhuis (2009-2016), Antwerpen, België
- Napoli Afragola railway station, Italië
- New Maritime Terminal in Salerno, Italië
- 520 West 28th Street, Manhattan, New York (2013-2018)
- Citylife, Milaan, Italië
- Beijing Daxing International Airport terminal gebouw (2014–2019), Peking
- Shenzhen Science & Technology Museum (2021-2025), Shenzhen, China

### Niet-voltooide projecten
- Mandarin Oriental Dellis Cay, Villa D, Dellis Cay, Turks- en Caicoseilanden.
- Nuragic and Contemporary art museum (2006) (stilgelegd), Cagliari, Italië
- Olympisch Stadion in Tokio, Japan. (afgewezen in juli 2015 door premier Shinzo Abe)

### Lopende en toekomstige projecten
- Central Bank of Iraq Hoofdkantoor, Baghdad, Irak (verwachte oplevering in begin 2021).
- Fereshteh Pasargad Hotel, Tehran, Iran (verwachte oplevering in 2017)
- Leeza SOHO (aka Li Ze Tower), Beijing, China (verwachte oplevering in 2018)
- Central Business District Prague, Prague, Czech Republic (verwachte oplevering)
- Department store, Beiroet, Libanon (verwachte oplevering in 2018)
- Danjiang Bridge, Taipei, Taiwan (verwachte oplevering)
- Navi Mumbai International Airport, Mumbai, India (Fase 1 zal naar verwachting openen)
- Port of Tallinn Masterplan for the Old City Harbour, Tallinn, Estland (verwachte oplevering)